# فرد (ستاره)
فُرُد (تنهایان) یا زتا سگ بزرگ یک ستاره است که در صورت فلکی سگ بزرگ قرار دارد.